# جائزة دينين الكبرى 2025
جائزة دينين الكبرى 2025 (بالفرنسية: Grand Prix de Denain 2025)‏ هو سباق دراجات هوائية، وهو الموسم السادس والستين من جائزة دينين الكبرى، وأقيم في 20 مارس 2025 ضمن سباقات سلسلة سباقات الاتحاد الدولي للدراجات للمحترفين 2025.
فاز بالمركز الأول Matthew Brennan ‏، وحلَّ في المركز الثاني جياني فرميش، بينما جاء يجف دي بوندت في المركز الثالث.

## الفرق
| فرق عالمية (12)- Team Visma \| Lease a Bike - UAE Team Emirates XRG - Soudal Quick-Step - Team Jayco AlUla - Intermarché-Wanty - Decathlon AG2R La Mondiale Team - Groupama-FDJ - Cofidis - Bahrain-Victorious - XDS Astana Team - Alpecin-Deceuninck - Arkéa-B&B Hotels فرق برو (7)- فريق الدراجات Q36.5 ‏ - Lotto - Team TotalEnergies - Unibet Tietema Rockets ‏ - سبورت فلاندرين بالويس ‏ - أوسكالتيل أوسكادي 2025 ‏ - بنجوال باوليز ساوكس دبليو بي ‏ فرق قارية (4)- Nice Métropole Côte d'Azur ‏ - CIC U Nantes Atlantique ‏ - إتش بي بي تي بي – أوبير 93 ‏ - Van Rysel–Roubaix ‏ |  |
| |  |

## المشاركون
| فريق الدراجات Q36.5 ‏ Q36 | فريق الدراجات Q36.5 ‏ Q36 | فريق الدراجات Q36.5 ‏ Q36 |
| ------------------------ | ------------------------ | ------------------------ |
| م                        | عداء                     | مرتبة                    |
| 1                        | Jannik Steimle ‏          | 34                       |
| 2                        | Kamil Małecki ‏           | 91                       |
| 3                        | جياكومو نيزولو           | لم يكمل السباق           |
| 4                        | روري تاونسند ‏            | 102                      |
| 5                        | ماتيو موشيتي             | لم يكمل السباق           |
| 6                        | ديفيد غونزاليس           | 103                      |
| 7                        | Nicolò Parisini ‏         | 19                       |

| Team Visma \| Lease a Bike TVL | Team Visma \| Lease a Bike TVL | Team Visma \| Lease a Bike TVL |
| ------------------------------ | ------------------------------ | ------------------------------ |
| م                              | عداء                           | مرتبة                          |
| 12                             | Loe van Belle ‏                 | 33                             |
| 13                             | Matthew Brennan (cyclist) ‏     | 1                              |
| 14                             | Menno Huising ‏                 | 42                             |
| 15                             | جوليان فيرموت                  | 105                            |
| 16                             | بير ستراند هاجينز              | 85                             |
| 17                             | Tim Rex‏                        | 40                             |

| UAE Team Emirates XRG UAD | UAE Team Emirates XRG UAD | UAE Team Emirates XRG UAD |
| ------------------------- | ------------------------- | ------------------------- |
| م                         | عداء                      | مرتبة                     |
| 21                        | فيليبو بارونسيني          | 14                        |
| 22                        | ميكيل بيرج                | 41                        |
| 23                        | Luca Giaimi ‏              | 63                        |
| 24                        | خوان سباستيان مولانو      | لم يكمل السباق            |
| 25                        | António Morgado ‏          | 32                        |
| 26                        | Gibbe Staes‏               | لم يكمل السباق            |
| 27                        | Florian Vermeersch ‏       | 4                         |

| Soudal Quick-Step SOQ | Soudal Quick-Step SOQ | Soudal Quick-Step SOQ |
| --------------------- | --------------------- | --------------------- |
| م                     | عداء                  | مرتبة                 |
| 32                    | Gil Gelders ‏          | 66                    |
| 33                    | Andrea Raccagni ‏      | لم يكمل السباق        |
| 35                    | Warre Vangheluwe ‏     | لم يكمل السباق        |
| 36                    | Luke Lamperti ‏        | 64                    |
| 37                    | Federico Savino ‏      | 99                    |

| Team Jayco AlUla JAY | Team Jayco AlUla JAY     | Team Jayco AlUla JAY |
| -------------------- | ------------------------ | -------------------- |
| م                    | عداء                     | مرتبة                |
| 41                   | Bob Donaldson (cyclist) ‏ | لم يكمل السباق       |
| 42                   | Jesse Kramer ‏            | لم يكمل السباق       |
| 44                   | Kelland O'Brien ‏         | 83                   |
| 45                   | Elmar Reinders ‏          | لم يكمل السباق       |
| 46                   | كامبل ستيوارت            | لم يكمل السباق       |
| 47                   | ماكس والشيد              | 56                   |

| Intermarché-Wanty IWA | Intermarché-Wanty IWA | Intermarché-Wanty IWA |
| --------------------- | --------------------- | --------------------- |
| م                     | عداء                  | مرتبة                 |
| 51                    | Elmar Abma ‏           | لم يكمل السباق        |
| 52                    | Huub Artz ‏            | 51                    |
| 53                    | Felix Ørn-Kristoff ‏   | 72                    |
| 54                    | هوغو بيج ‏             | 86                    |
| 55                    | أدريان بيتي           | 44                    |
| 56                    | Luca Van Boven ‏       | 16                    |
| 57                    | Taco van der Hoorn ‏   | 52                    |

| Decathlon-AG2R La Mondiale DAT | Decathlon-AG2R La Mondiale DAT | Decathlon-AG2R La Mondiale DAT |
| ------------------------------ | ------------------------------ | ------------------------------ |
| م                              | عداء                           | مرتبة                          |
| 61                             | سام بينيت                      | 111                            |
| 62                             | Stefan Bissegger ‏              | 20                             |
| 63                             | Oscar Chamberlain ‏             | لم يكمل السباق                 |
| 64                             | يجف دي بوندت                   | 3                              |
| 65                             | Gianluca Pollefliet ‏           | 90                             |
| 66                             | Antoine L'Hote ‏                | 70                             |
| 67                             | Rasmus Søjberg Pedersen ‏       | 94                             |

| Groupama-FDJ GFC | Groupama-FDJ GFC  | Groupama-FDJ GFC |
| ---------------- | ----------------- | ---------------- |
| م                | عداء              | مرتبة            |
| 71               | Lewis Askey ‏      | 10               |
| 72               | Cyril Barthe ‏     | 24               |
| 73               | NZL               | 97               |
| 74               | Clément Davy ‏     | 59               |
| 75               | أوليفييه لو جاك   | 108              |
| 76               | Eddy Le Huitouze ‏ | 76               |
| 77               | Matt Walls ‏       | لم يكمل السباق   |

| Cofidis COF | Cofidis COF     | Cofidis COF    |
| ----------- | --------------- | -------------- |
| م           | عداء            | مرتبة          |
| 81          | بيت اليجارت     | 13             |
| 82          | ايمي دي جندت    | 48             |
| 83          | Eddy Finé ‏      | لم يكمل السباق |
| 84          | Alexis Renard ‏  | 30             |
| 85          | Ludovic Robeet ‏ | 55             |
| 86          | Hugo Toumire ‏   | لم يكمل السباق |

| Bahrain Victorious TBV | Bahrain Victorious TBV | Bahrain Victorious TBV |
| ---------------------- | ---------------------- | ---------------------- |
| م                      | عداء                   | مرتبة                  |
| 91                     | Alberto Bruttomesso ‏   | 95                     |
| 92                     | Roman Ermakov ‏         | 73                     |
| 93                     | Daniel Skerl ‏          | 84                     |
| 94                     | أوليفر ستوكويل ‏        | لم يكمل السباق         |
| 95                     | Vlad Van Mechelen ‏     | 23                     |
| 96                     | Thomas Capra‏           | 93                     |
| 97                     | Bryan Olivo ‏           | لم يبدأ                |

| XDS Astana Team XAT | XDS Astana Team XAT | XDS Astana Team XAT |
| ------------------- | ------------------- | ------------------- |
| م                   | عداء                | مرتبة               |
| 101                 | سيس بول             | لم يبدأ             |
| 102                 | آرون جيت            | 22                  |
| 103                 | ماكس كانتر          | لم يكمل السباق      |
| 104                 | Michele Gazzoli ‏    | 39                  |
| 105                 | Alessandro Romele ‏  | 17                  |
| 106                 | Su Haoyu ‏           | لم يكمل السباق      |

| Alpecin-Deceuninck ADC | Alpecin-Deceuninck ADC | Alpecin-Deceuninck ADC |
| ---------------------- | ---------------------- | ---------------------- |
| م                      | عداء                   | مرتبة                  |
| 111                    | توبياس باير            | 65                     |
| 112                    | سيمون دهيرز ‏           | 18                     |
| 113                    | Tibor Del Grosso ‏      | 25                     |
| 114                    | صموئيل غيز ‏            | 54                     |
| 115                    | Timo Kielich ‏          | 12                     |
| 116                    | جياني فرميش            | 2                      |
| 117                    | Stan Van Tricht ‏       | 58                     |

| Arkéa-B&B Hotels ARK | Arkéa-B&B Hotels ARK | Arkéa-B&B Hotels ARK |
| -------------------- | -------------------- | -------------------- |
| م                    | عداء                 | مرتبة                |
| 121                  | أموري كابيو          | لم يكمل السباق       |
| 122                  | Giosuè Epis ‏         | 37                   |
| 123                  | جينثي بيرمانز ‏       | 35                   |
| 124                  | Léandre Lozouet ‏     | 79                   |
| 125                  | Luca Mozzato ‏        | 29                   |
| 126                  | Rémi Lelandais ‏      | لم يكمل السباق       |
| 127                  | Donavan Grondin ‏     | لم يكمل السباق       |

| Lotto LOT | Lotto LOT               | Lotto LOT |
| --------- | ----------------------- | --------- |
| م         | عداء                    | مرتبة     |
| 131       | Milan Menten ‏           | 45        |
| 132       | Alec Segaert ‏           | 8         |
| 133       | Lionel Taminiaux ‏       | 113       |
| 134       | Steffen De Schuyteneer ‏ | 11        |
| 135       | برنت فان موير           | 5         |
| 136       | ارنو دي لاي (طريق)      | 9         |
| 137       | Mathieu Kockelmann ‏     | 106       |

| Team TotalEnergies TEN | Team TotalEnergies TEN | Team TotalEnergies TEN |
| ---------------------- | ---------------------- | ---------------------- |
| م                      | عداء                   | مرتبة                  |
| 141                    | Lucas Boniface ‏        | 50                     |
| 142                    | Rayan Boulahoite ‏      | 53                     |
| 143                    | Alexys Brunel ‏         | 49                     |
| 144                    | Florian Dauphin ‏       | 62                     |
| 145                    | Sandy Dujardin ‏        | 15                     |
| 146                    | لورينزو مانزين         | 109                    |
| 147                    | أنتوني تورجيس          | 71                     |

| Unibet Tietema Rockets ‏ RKT | Unibet Tietema Rockets ‏ RKT | Unibet Tietema Rockets ‏ RKT |
| --------------------------- | --------------------------- | --------------------------- |
| م                           | عداء                        | مرتبة                       |
| 151                         | Abram Stockman ‏             | 60                          |
| 152                         | Axel Huens ‏                 | 43                          |
| 153                         | أندرياس ستوكبرو             | 21                          |
| 154                         | Jelle Johannink ‏            | 47                          |
| 155                         | Joren Bloem ‏                | 46                          |
| 156                         | Lukáš Kubiš ‏ (طريق)         | 27                          |
| 157                         | Tomáš Kopecký (cyclist) ‏    | 7                           |

| سبورت فلاندرين بالويس ‏ TFB | سبورت فلاندرين بالويس ‏ TFB | سبورت فلاندرين بالويس ‏ TFB |
| -------------------------- | -------------------------- | -------------------------- |
| م                          | عداء                       | مرتبة                      |
| 161                        | أليكس كولمان ‏              | 98                         |
| 162                        | Brem Deman ‏                | 100                        |
| 163                        | Tuur Dens ‏                 | لم يكمل السباق             |
| 164                        | Jules Hesters ‏             | لم يكمل السباق             |
| 165                        | Yentl Vandevelde ‏          | 88                         |
| 166                        | Ward Vanhoof ‏              | 38                         |
| 167                        | Victor Vercouillie ‏        | 75                         |

| أوسكالتيل أوسكادي ‏ EUS | أوسكالتيل أوسكادي ‏ EUS    | أوسكالتيل أوسكادي ‏ EUS |
| ---------------------- | ------------------------- | ---------------------- |
| م                      | عداء                      | مرتبة                  |
| 171                    | دايفيد ديكر               | 74                     |
| 172                    | Danny van der Tuuk ‏       | 110                    |
| 173                    | Andoni López de Abetxuko ‏ | لم يكمل السباق         |
| 174                    | ESP                       | لم يكمل السباق         |
| 175                    | Unai Zubeldia ‏            | لم يكمل السباق         |
| 176                    | Nicolás Alustiza ‏         | لم يكمل السباق         |
| 177                    | Xabier Berasategi ‏        | لم يكمل السباق         |

| بنجوال باوليز ساوكس دبليو بي ‏ WB2 | بنجوال باوليز ساوكس دبليو بي ‏ WB2 | بنجوال باوليز ساوكس دبليو بي ‏ WB2 |
| --------------------------------- | --------------------------------- | --------------------------------- |
| م                                 | عداء                              | مرتبة                             |
| 181                               | Jocelyn Baguelin ‏                 | 114                               |
| 182                               | بيير باربييه                      | لم يكمل السباق                    |
| 183                               | Quentin Bezza ‏                    | لم يكمل السباق                    |
| 184                               | Cériel Desal ‏                     | 69                                |
| 185                               | BEL                               | 36                                |
| 186                               | Henri-François Haquin ‏            | 57                                |
| 187                               | Jens Reynders ‏                    | 31                                |

| Nice Métropole Côte d'Azur ‏ NMC | Nice Métropole Côte d'Azur ‏ NMC | Nice Métropole Côte d'Azur ‏ NMC |
| ------------------------------- | ------------------------------- | ------------------------------- |
| م                               | عداء                            | مرتبة                           |
| 191                             | Alexander Konijn ‏               | لم يكمل السباق                  |
| 192                             | Damien Girard (cyclist) ‏        | 92                              |
| 193                             | (Wikidata:Q233)                 | 61                              |
| 194                             | Dylan Massa‏                     | لم يكمل السباق                  |
| 195                             | Noah Knecht‏                     | لم يكمل السباق                  |
| 196                             | Axel Narbonne-Zuccarelli ‏       | 77                              |
| 197                             | Andrei Carbunarea‏               | لم يكمل السباق                  |

| CIC U Nantes Atlantique ‏ UCN | CIC U Nantes Atlantique ‏ UCN | CIC U Nantes Atlantique ‏ UCN |
| ---------------------------- | ---------------------------- | ---------------------------- |
| م                            | عداء                         | مرتبة                        |
| 201                          | Ronan Augé ‏                  | 81                           |
| 202                          | Corentin Devroute ‏           | 104                          |
| 203                          | Justin Ducret ‏               | 101                          |
| 204                          | FRA                          | 96                           |
| 205                          | Similien Hamon‏               | لم يكمل السباق               |
| 206                          | Antoine Hue ‏                 | 89                           |
| 207                          | Matisse Julien ‏              | لم يكمل السباق               |

| إتش بي بي تي بي – أوبير 93 ‏ AUB | إتش بي بي تي بي – أوبير 93 ‏ AUB | إتش بي بي تي بي – أوبير 93 ‏ AUB |
| ------------------------------- | ------------------------------- | ------------------------------- |
| م                               | عداء                            | مرتبة                           |
| 211                             | Romain Cardis ‏                  | 28                              |
| 213                             | Dillon Corkery ‏                 | 6                               |
| 214                             | Jérémy Lecroq ‏                  | 78                              |
| 215                             | ألان ريو ‏                       | 112                             |
| 216                             | Yohann Simon ‏                   | لم يكمل السباق                  |
| 217                             | Morné van Niekerk ‏              | 82                              |

| Van Rysel–Roubaix ‏ VRR | Van Rysel–Roubaix ‏ VRR | Van Rysel–Roubaix ‏ VRR |
| ---------------------- | ---------------------- | ---------------------- |
| م                      | عداء                   | مرتبة                  |
| 221                    | Rait Ärm ‏              | 87                     |
| 222                    | Daniel Årnes ‏          | 67                     |
| 223                    | Kévin Avoine ‏          | 107                    |
| 224                    | Maxime Jarnet ‏         | 80                     |
| 225                    | ايمانويل مورين         | لم يكمل السباق         |
| 226                    | بابتيست بلانكايرت      | 68                     |
| 227                    | Valentin Tabellion ‏    | 26                     |

| فريق الدراجات Q36.5 ‏ Q36 | فريق الدراجات Q36.5 ‏ Q36 | فريق الدراجات Q36.5 ‏ Q36 |
| ------------------------ | ------------------------ | ------------------------ |
| م                        | عداء                     | مرتبة                    |
| 1                        | Jannik Steimle ‏          | 34                       |
| 2                        | Kamil Małecki ‏           | 91                       |
| 3                        | جياكومو نيزولو           | لم يكمل السباق           |
| 4                        | روري تاونسند ‏            | 102                      |
| 5                        | ماتيو موشيتي             | لم يكمل السباق           |
| 6                        | ديفيد غونزاليس           | 103                      |
| 7                        | Nicolò Parisini ‏         | 19                       |

| Team Visma \| Lease a Bike TVL | Team Visma \| Lease a Bike TVL | Team Visma \| Lease a Bike TVL |
| ------------------------------ | ------------------------------ | ------------------------------ |
| م                              | عداء                           | مرتبة                          |
| 12                             | Loe van Belle ‏                 | 33                             |
| 13                             | Matthew Brennan (cyclist) ‏     | 1                              |
| 14                             | Menno Huising ‏                 | 42                             |
| 15                             | جوليان فيرموت                  | 105                            |
| 16                             | بير ستراند هاجينز              | 85                             |
| 17                             | Tim Rex‏                        | 40                             |

| UAE Team Emirates XRG UAD | UAE Team Emirates XRG UAD | UAE Team Emirates XRG UAD |
| ------------------------- | ------------------------- | ------------------------- |
| م                         | عداء                      | مرتبة                     |
| 21                        | فيليبو بارونسيني          | 14                        |
| 22                        | ميكيل بيرج                | 41                        |
| 23                        | Luca Giaimi ‏              | 63                        |
| 24                        | خوان سباستيان مولانو      | لم يكمل السباق            |
| 25                        | António Morgado ‏          | 32                        |
| 26                        | Gibbe Staes‏               | لم يكمل السباق            |
| 27                        | Florian Vermeersch ‏       | 4                         |

| Soudal Quick-Step SOQ | Soudal Quick-Step SOQ | Soudal Quick-Step SOQ |
| --------------------- | --------------------- | --------------------- |
| م                     | عداء                  | مرتبة                 |
| 32                    | Gil Gelders ‏          | 66                    |
| 33                    | Andrea Raccagni ‏      | لم يكمل السباق        |
| 35                    | Warre Vangheluwe ‏     | لم يكمل السباق        |
| 36                    | Luke Lamperti ‏        | 64                    |
| 37                    | Federico Savino ‏      | 99                    |

| Team Jayco AlUla JAY | Team Jayco AlUla JAY     | Team Jayco AlUla JAY |
| -------------------- | ------------------------ | -------------------- |
| م                    | عداء                     | مرتبة                |
| 41                   | Bob Donaldson (cyclist) ‏ | لم يكمل السباق       |
| 42                   | Jesse Kramer ‏            | لم يكمل السباق       |
| 44                   | Kelland O'Brien ‏         | 83                   |
| 45                   | Elmar Reinders ‏          | لم يكمل السباق       |
| 46                   | كامبل ستيوارت            | لم يكمل السباق       |
| 47                   | ماكس والشيد              | 56                   |

| Intermarché-Wanty IWA | Intermarché-Wanty IWA | Intermarché-Wanty IWA |
| --------------------- | --------------------- | --------------------- |
| م                     | عداء                  | مرتبة                 |
| 51                    | Elmar Abma ‏           | لم يكمل السباق        |
| 52                    | Huub Artz ‏            | 51                    |
| 53                    | Felix Ørn-Kristoff ‏   | 72                    |
| 54                    | هوغو بيج ‏             | 86                    |
| 55                    | أدريان بيتي           | 44                    |
| 56                    | Luca Van Boven ‏       | 16                    |
| 57                    | Taco van der Hoorn ‏   | 52                    |

| Decathlon-AG2R La Mondiale DAT | Decathlon-AG2R La Mondiale DAT | Decathlon-AG2R La Mondiale DAT |
| ------------------------------ | ------------------------------ | ------------------------------ |
| م                              | عداء                           | مرتبة                          |
| 61                             | سام بينيت                      | 111                            |
| 62                             | Stefan Bissegger ‏              | 20                             |
| 63                             | Oscar Chamberlain ‏             | لم يكمل السباق                 |
| 64                             | يجف دي بوندت                   | 3                              |
| 65                             | Gianluca Pollefliet ‏           | 90                             |
| 66                             | Antoine L'Hote ‏                | 70                             |
| 67                             | Rasmus Søjberg Pedersen ‏       | 94                             |

| Groupama-FDJ GFC | Groupama-FDJ GFC  | Groupama-FDJ GFC |
| ---------------- | ----------------- | ---------------- |
| م                | عداء              | مرتبة            |
| 71               | Lewis Askey ‏      | 10               |
| 72               | Cyril Barthe ‏     | 24               |
| 73               | NZL               | 97               |
| 74               | Clément Davy ‏     | 59               |
| 75               | أوليفييه لو جاك   | 108              |
| 76               | Eddy Le Huitouze ‏ | 76               |
| 77               | Matt Walls ‏       | لم يكمل السباق   |

| Cofidis COF | Cofidis COF     | Cofidis COF    |
| ----------- | --------------- | -------------- |
| م           | عداء            | مرتبة          |
| 81          | بيت اليجارت     | 13             |
| 82          | ايمي دي جندت    | 48             |
| 83          | Eddy Finé ‏      | لم يكمل السباق |
| 84          | Alexis Renard ‏  | 30             |
| 85          | Ludovic Robeet ‏ | 55             |
| 86          | Hugo Toumire ‏   | لم يكمل السباق |

| Bahrain Victorious TBV | Bahrain Victorious TBV | Bahrain Victorious TBV |
| ---------------------- | ---------------------- | ---------------------- |
| م                      | عداء                   | مرتبة                  |
| 91                     | Alberto Bruttomesso ‏   | 95                     |
| 92                     | Roman Ermakov ‏         | 73                     |
| 93                     | Daniel Skerl ‏          | 84                     |
| 94                     | أوليفر ستوكويل ‏        | لم يكمل السباق         |
| 95                     | Vlad Van Mechelen ‏     | 23                     |
| 96                     | Thomas Capra‏           | 93                     |
| 97                     | Bryan Olivo ‏           | لم يبدأ                |

| XDS Astana Team XAT | XDS Astana Team XAT | XDS Astana Team XAT |
| ------------------- | ------------------- | ------------------- |
| م                   | عداء                | مرتبة               |
| 101                 | سيس بول             | لم يبدأ             |
| 102                 | آرون جيت            | 22                  |
| 103                 | ماكس كانتر          | لم يكمل السباق      |
| 104                 | Michele Gazzoli ‏    | 39                  |
| 105                 | Alessandro Romele ‏  | 17                  |
| 106                 | Su Haoyu ‏           | لم يكمل السباق      |

| Alpecin-Deceuninck ADC | Alpecin-Deceuninck ADC | Alpecin-Deceuninck ADC |
| ---------------------- | ---------------------- | ---------------------- |
| م                      | عداء                   | مرتبة                  |
| 111                    | توبياس باير            | 65                     |
| 112                    | سيمون دهيرز ‏           | 18                     |
| 113                    | Tibor Del Grosso ‏      | 25                     |
| 114                    | صموئيل غيز ‏            | 54                     |
| 115                    | Timo Kielich ‏          | 12                     |
| 116                    | جياني فرميش            | 2                      |
| 117                    | Stan Van Tricht ‏       | 58                     |

| Arkéa-B&B Hotels ARK | Arkéa-B&B Hotels ARK | Arkéa-B&B Hotels ARK |
| -------------------- | -------------------- | -------------------- |
| م                    | عداء                 | مرتبة                |
| 121                  | أموري كابيو          | لم يكمل السباق       |
| 122                  | Giosuè Epis ‏         | 37                   |
| 123                  | جينثي بيرمانز ‏       | 35                   |
| 124                  | Léandre Lozouet ‏     | 79                   |
| 125                  | Luca Mozzato ‏        | 29                   |
| 126                  | Rémi Lelandais ‏      | لم يكمل السباق       |
| 127                  | Donavan Grondin ‏     | لم يكمل السباق       |

| Lotto LOT | Lotto LOT               | Lotto LOT |
| --------- | ----------------------- | --------- |
| م         | عداء                    | مرتبة     |
| 131       | Milan Menten ‏           | 45        |
| 132       | Alec Segaert ‏           | 8         |
| 133       | Lionel Taminiaux ‏       | 113       |
| 134       | Steffen De Schuyteneer ‏ | 11        |
| 135       | برنت فان موير           | 5         |
| 136       | ارنو دي لاي (طريق)      | 9         |
| 137       | Mathieu Kockelmann ‏     | 106       |

| Team TotalEnergies TEN | Team TotalEnergies TEN | Team TotalEnergies TEN |
| ---------------------- | ---------------------- | ---------------------- |
| م                      | عداء                   | مرتبة                  |
| 141                    | Lucas Boniface ‏        | 50                     |
| 142                    | Rayan Boulahoite ‏      | 53                     |
| 143                    | Alexys Brunel ‏         | 49                     |
| 144                    | Florian Dauphin ‏       | 62                     |
| 145                    | Sandy Dujardin ‏        | 15                     |
| 146                    | لورينزو مانزين         | 109                    |
| 147                    | أنتوني تورجيس          | 71                     |

| Unibet Tietema Rockets ‏ RKT | Unibet Tietema Rockets ‏ RKT | Unibet Tietema Rockets ‏ RKT |
| --------------------------- | --------------------------- | --------------------------- |
| م                           | عداء                        | مرتبة                       |
| 151                         | Abram Stockman ‏             | 60                          |
| 152                         | Axel Huens ‏                 | 43                          |
| 153                         | أندرياس ستوكبرو             | 21                          |
| 154                         | Jelle Johannink ‏            | 47                          |
| 155                         | Joren Bloem ‏                | 46                          |
| 156                         | Lukáš Kubiš ‏ (طريق)         | 27                          |
| 157                         | Tomáš Kopecký (cyclist) ‏    | 7                           |

| سبورت فلاندرين بالويس ‏ TFB | سبورت فلاندرين بالويس ‏ TFB | سبورت فلاندرين بالويس ‏ TFB |
| -------------------------- | -------------------------- | -------------------------- |
| م                          | عداء                       | مرتبة                      |
| 161                        | أليكس كولمان ‏              | 98                         |
| 162                        | Brem Deman ‏                | 100                        |
| 163                        | Tuur Dens ‏                 | لم يكمل السباق             |
| 164                        | Jules Hesters ‏             | لم يكمل السباق             |
| 165                        | Yentl Vandevelde ‏          | 88                         |
| 166                        | Ward Vanhoof ‏              | 38                         |
| 167                        | Victor Vercouillie ‏        | 75                         |

| أوسكالتيل أوسكادي ‏ EUS | أوسكالتيل أوسكادي ‏ EUS    | أوسكالتيل أوسكادي ‏ EUS |
| ---------------------- | ------------------------- | ---------------------- |
| م                      | عداء                      | مرتبة                  |
| 171                    | دايفيد ديكر               | 74                     |
| 172                    | Danny van der Tuuk ‏       | 110                    |
| 173                    | Andoni López de Abetxuko ‏ | لم يكمل السباق         |
| 174                    | ESP                       | لم يكمل السباق         |
| 175                    | Unai Zubeldia ‏            | لم يكمل السباق         |
| 176                    | Nicolás Alustiza ‏         | لم يكمل السباق         |
| 177                    | Xabier Berasategi ‏        | لم يكمل السباق         |

| بنجوال باوليز ساوكس دبليو بي ‏ WB2 | بنجوال باوليز ساوكس دبليو بي ‏ WB2 | بنجوال باوليز ساوكس دبليو بي ‏ WB2 |
| --------------------------------- | --------------------------------- | --------------------------------- |
| م                                 | عداء                              | مرتبة                             |
| 181                               | Jocelyn Baguelin ‏                 | 114                               |
| 182                               | بيير باربييه                      | لم يكمل السباق                    |
| 183                               | Quentin Bezza ‏                    | لم يكمل السباق                    |
| 184                               | Cériel Desal ‏                     | 69                                |
| 185                               | BEL                               | 36                                |
| 186                               | Henri-François Haquin ‏            | 57                                |
| 187                               | Jens Reynders ‏                    | 31                                |

| Nice Métropole Côte d'Azur ‏ NMC | Nice Métropole Côte d'Azur ‏ NMC | Nice Métropole Côte d'Azur ‏ NMC |
| ------------------------------- | ------------------------------- | ------------------------------- |
| م                               | عداء                            | مرتبة                           |
| 191                             | Alexander Konijn ‏               | لم يكمل السباق                  |
| 192                             | Damien Girard (cyclist) ‏        | 92                              |
| 193                             | (Wikidata:Q233)                 | 61                              |
| 194                             | Dylan Massa‏                     | لم يكمل السباق                  |
| 195                             | Noah Knecht‏                     | لم يكمل السباق                  |
| 196                             | Axel Narbonne-Zuccarelli ‏       | 77                              |
| 197                             | Andrei Carbunarea‏               | لم يكمل السباق                  |

| CIC U Nantes Atlantique ‏ UCN | CIC U Nantes Atlantique ‏ UCN | CIC U Nantes Atlantique ‏ UCN |
| ---------------------------- | ---------------------------- | ---------------------------- |
| م                            | عداء                         | مرتبة                        |
| 201                          | Ronan Augé ‏                  | 81                           |
| 202                          | Corentin Devroute ‏           | 104                          |
| 203                          | Justin Ducret ‏               | 101                          |
| 204                          | FRA                          | 96                           |
| 205                          | Similien Hamon‏               | لم يكمل السباق               |
| 206                          | Antoine Hue ‏                 | 89                           |
| 207                          | Matisse Julien ‏              | لم يكمل السباق               |

| إتش بي بي تي بي – أوبير 93 ‏ AUB | إتش بي بي تي بي – أوبير 93 ‏ AUB | إتش بي بي تي بي – أوبير 93 ‏ AUB |
| ------------------------------- | ------------------------------- | ------------------------------- |
| م                               | عداء                            | مرتبة                           |
| 211                             | Romain Cardis ‏                  | 28                              |
| 213                             | Dillon Corkery ‏                 | 6                               |
| 214                             | Jérémy Lecroq ‏                  | 78                              |
| 215                             | ألان ريو ‏                       | 112                             |
| 216                             | Yohann Simon ‏                   | لم يكمل السباق                  |
| 217                             | Morné van Niekerk ‏              | 82                              |

| Van Rysel–Roubaix ‏ VRR | Van Rysel–Roubaix ‏ VRR | Van Rysel–Roubaix ‏ VRR |
| ---------------------- | ---------------------- | ---------------------- |
| م                      | عداء                   | مرتبة                  |
| 221                    | Rait Ärm ‏              | 87                     |
| 222                    | Daniel Årnes ‏          | 67                     |
| 223                    | Kévin Avoine ‏          | 107                    |
| 224                    | Maxime Jarnet ‏         | 80                     |
| 225                    | ايمانويل مورين         | لم يكمل السباق         |
| 226                    | بابتيست بلانكايرت      | 68                     |
| 227                    | Valentin Tabellion ‏    | 26                     |

## التصنيف العام النهائي
| التصنيف العام         | التصنيف العام              | التصنيف العام               | التصنيف العام | التصنيف العام |
| العداء                | العداء                     | الفريق                      | الوقت         |               |
| --------------------- | -------------------------- | --------------------------- | ------------- | ------------- |
| 1                     | Matthew Brennan (cyclist) ‏ | Team Visma \| Lease a Bike  | 4 س 15 د 54 ث |               |
| 2                     | جياني فرميش                | البيسين فينيكس              | + 0 ث         |               |
| 3                     | يجف دي بوندت               | أيه إل أم                   | + 0 ث         |               |
| 4                     | Florian Vermeersch ‏        | فريق الإمارات               | + 0 ث         |               |
| 5                     | برنت فان موير              | لوتو سودال                  | + 0 ث         |               |
| 6                     | Dillon Corkery ‏            | إتش بي بي تي بي – أوبير 93 ‏ | + 0 ث         |               |
| 7                     | Tomáš Kopecký (cyclist) ‏   | Unibet Tietema Rockets ‏     | + 0 ث         |               |
| 8                     | Alec Segaert ‏              | لوتو سودال                  | + 0 ث         |               |
| 9                     | ارنو دي لاي                | لوتو سودال                  | + 30 ث        |               |
| 10                    | Lewis Askey ‏               | إف دي جي                    | + 30 ث        |               |
|                       |                            |                             |               |               |
| مصدر: ProCyclingStats |                            |                             |               |               |

## وصلات خارجية
- لمحة عن سباق جائزة دينين الكبرى 2025 على موقع  ProCyclingStats   (برو  سايكلنج  ستاتس) - إحصاءات  محترفي  الدراجات.
- جائزة دينين الكبرى 2025 على موقع إحصائيات الدراجات الإحترافية (الإنجليزية)